# نادي مولان
نادي مولان (بالفرنسية: AS Moulins)‏ نادي كرة قدم فرنسي يلعب في دوري الدرجة الوطنية . تم تأسيس النادي في سنة 1927 .